# Praia Grande (Macau)
A Baía da Praia Grande (chinês tradicional: 大灣, lit. ‘Baía Grande’) ou Nam Van (chinês tradicional: 南灣, lit. ‘Baía do Sul’) é uma baía localizada no lado leste da Península de Macau, servindo como o principal passeio marítimo em Macau. Foi o local do Palácio do Governador, dos escritórios administrativos, dos consulados e dos principais estabelecimentos comerciais. A Praia Grande tem sido creditada provavelmente como a "vista mais retratada de Macau no século XIX", e seu ponto de referência mais característico durante muitos anos. A baía foi confinada pela Fortaleza de São Francisco no nordeste e pela Fortaleza do Bom Parto no sudoeste. Permaneceram apenas alguns edifícios coloniais e a paisagem foi largamente alterada pelo aterro marítimo e arranha-céus.

## Galeria

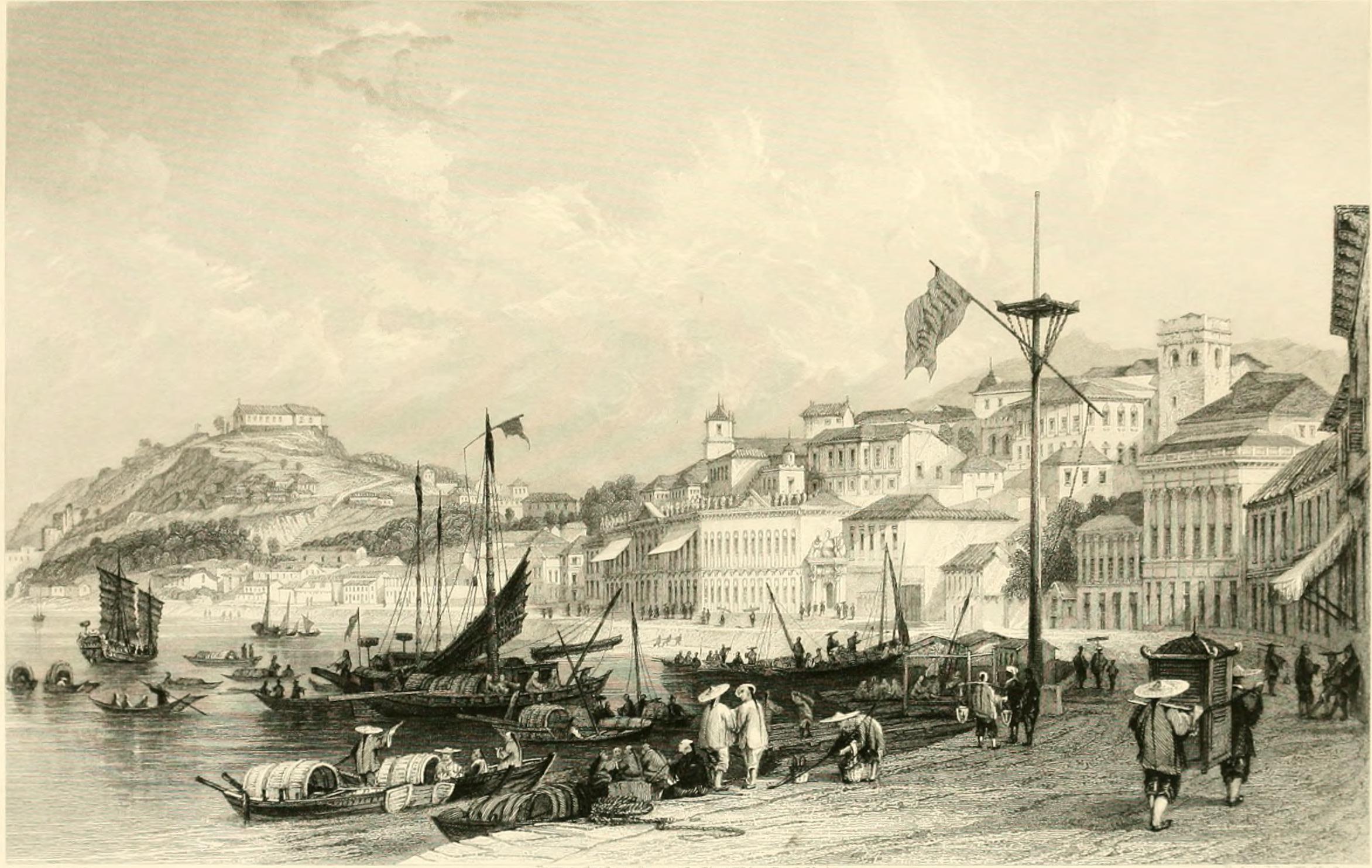
Praia Grande (publicada em 1843)
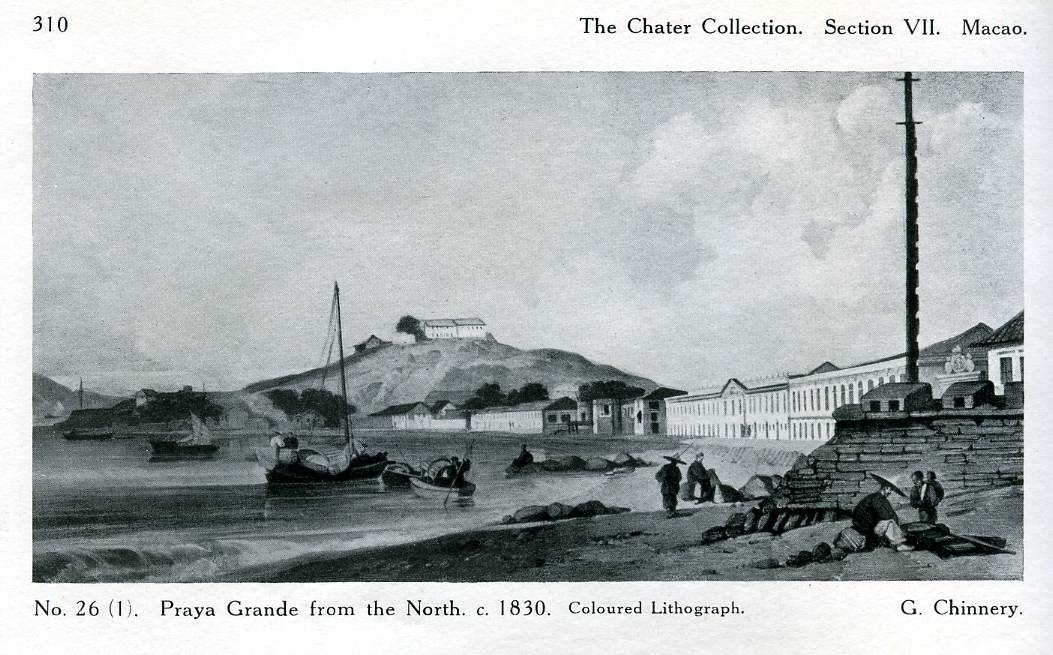
Vista da parte norte da Praia Grande, c. 1830
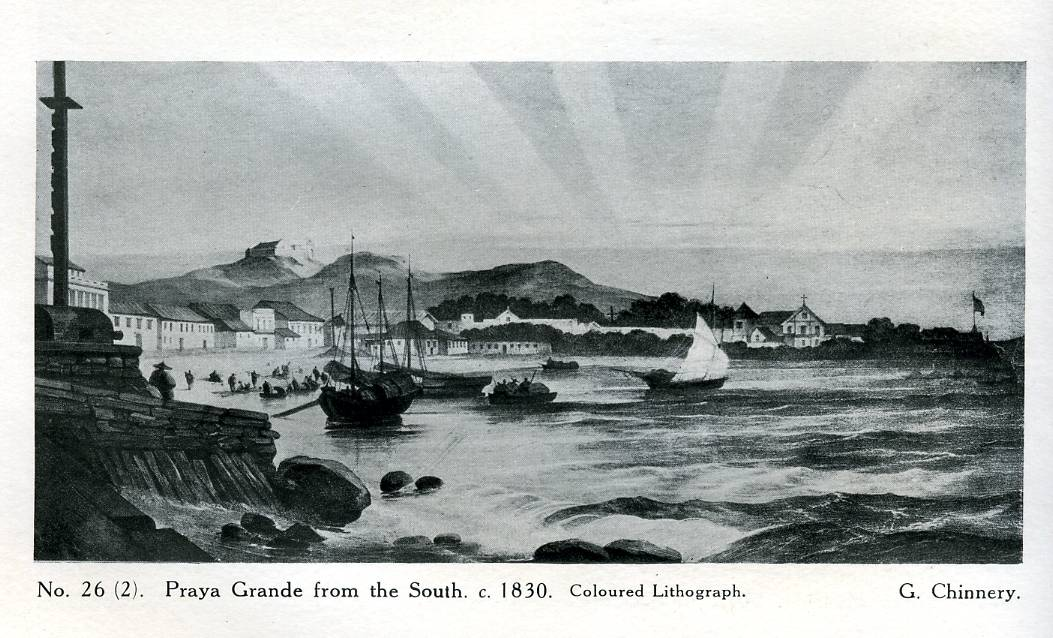
Vista da parte sul da Praia Grande, c. 1830
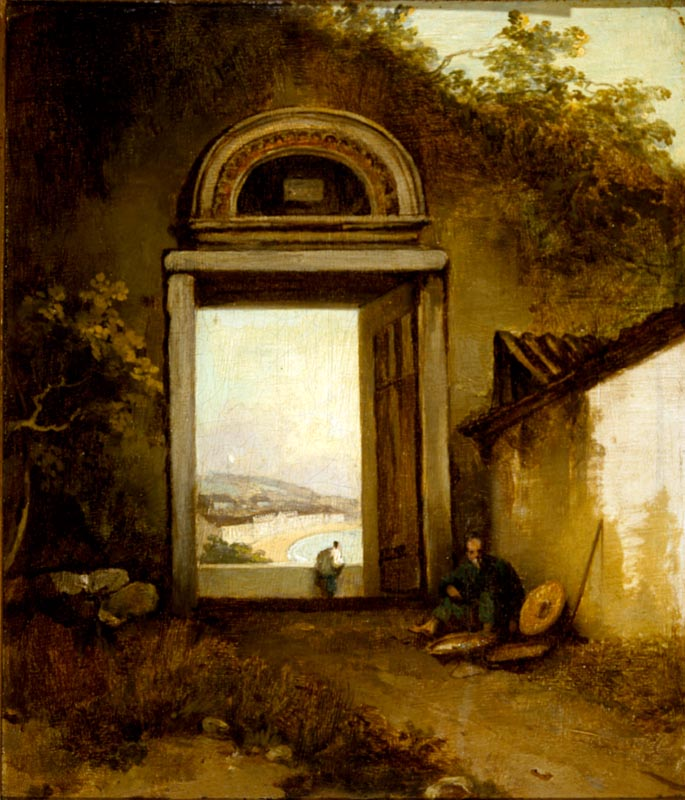
Vista da Praia Grande a partir de uma porta na Colina da Penha, 1834
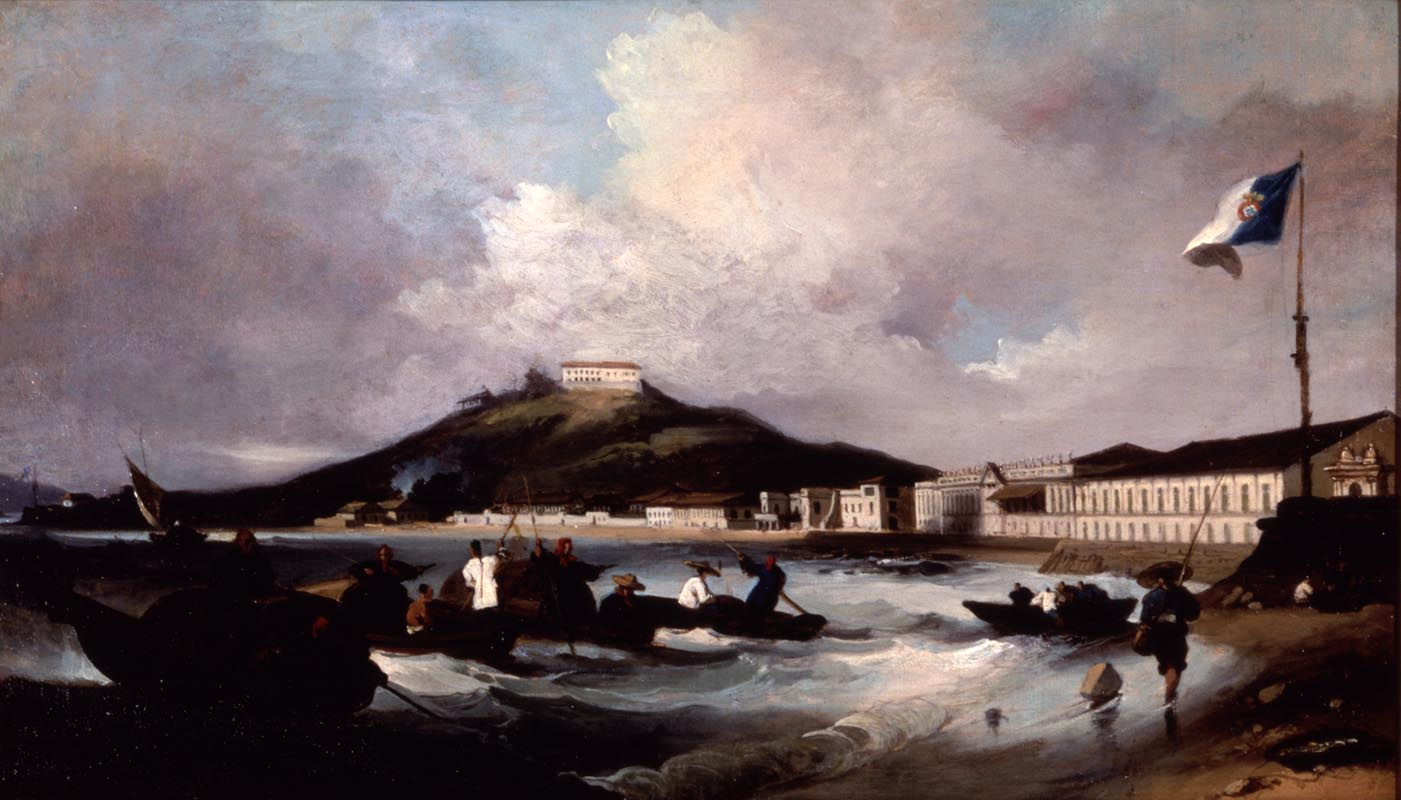
Praia Grande, 1825–52